# Cchao Kang-čchuan
Cchao Kang-čchuan (čínsky pchin-jinem Cáo Gāngchuān, znaky zjednodušené 曹刚川, tradiční 曹剛川; * 9. prosince 1935) je bývalý čínský komunistický voják a politik, do vyšších funkcí se propracoval v 90. letech, když byl zástupcem náčelníka generálního štábu (1992–1996), ministrem-předsedou státního výboru pro obranný průmysl, vědu a technologie (1996–1998), náčelníkem hlavní správy vyzbrojování (1998–2002) a ministrem obrany (2003–2008). Byl členem (1997–2007) a místopředsedou (2002–2007) ústřední vojenské komise KS Číny a členem (1998–2008) a místopředsedou (2003–2008) ústřední vojenské komise Čínské lidové republiky. Současně působil ve vedení KS Číny jako člen ústředního výboru (1997–2007) a politbyra ústředního výboru (2002–2007) KS Číny.

## Život
Cchao Kang-čchuan se narodil 9. prosince 1935 v okresu Wu-kang na jihu centrální části provincie Che-nan. V roce 1954 nastoupil na Třetí dělostřeleckou technickou školu v Nankingu. Roku 1956 vstoupil do Komunistické strany Číny a byl poslán do vojenských kurzů ruštiny v Ta-lienu, po jejichž absolvování studoval od roku 1957 pět let na Vojenské dělostřelecké inženýrské akademii F. E. Dzeržinského v Sovětském svazu. Poté byl v důsledku změny profilu akademie převelen na Vysokou dělostřeleckou inženýrskou školu v Penze, kterou absolvoval v roce 1963. po návratu do Číny sloužil jako důstojník v hlavní správě logistiky Čínské lidové osvobozenecké armády (ČLOA). V roce 1975 byl převelen do generálního štábu v němž působil do roku 1990, poté byl přeložen do aparátu ústřední vojenské komise Čínské lidové republiky. Při znovuzavedení vojenských hodností roku 1988 obdržel hodnost generálporučíka.
V 90. letech, zřejmě zásluhou Ťiang Ce-mina k němuž byl poté do roku 2004 loajální, vystoupil Cchao Kang-čchuan z dosavadního průměru k vysokým funkcím. Od roku 1992 byl čtyři roky zástupcem náčelníka generálního štábu. V letech 1996-1998 vykonával funkci ministra-předsedy výboru Státní rady Čínské lidové republiky pro obranný průmysl, vědu a technologie. Na XV. sjezdu KS Číny v září 1997 byl zvolen členem ústředního výboru a ústřední vojenské komise KS Číny (do obojího znovuzvolen 2002). V březnu 1998 byl také jmenován členem ústřední vojenské komise Čínské lidové republiky a povýšen na generálplukovníka. V letech 1998–2002 sloužil jako náčelník nově vytvořené hlavní správy vyzbrojování ČLOA.
Na XVI. sjezdu KS Číny v listopadu 2002 byl zvolen členem politbyra a místopředsedou ústřední vojenské komise ÚV KS Číny. V březnu následujícího roku při obnově státních orgánů se stal i místopředsedou ústřední vojenské komise ČLR, ministrem národní obrany a státním poradcem státní rady.
Na XVII. sjezdu KS Číny v říjnu 2007 již pro vysoký věk nekandidoval do vedení strany a v březnu 2008 odešel i ze státních funkcí a úřadů na penzi.